# Humanoid Monster Bem
Humanoid Monster Bem (яп. 妖怪人間ベム Ё:кай Нингэн Бэму, Бэм, монстр-гуманоид) — аниме-сериал, выпущенный студией Daichi Dōga, который транслировался по телеканалу Fuji TV с 7 октября 1968 года по 31 марта 1969 года в 19:30-20:00 часов. Всего выпущено 26 серий аниме.
В 2006 году студиями Studio Comet, NAS и Sony Pictures Entertainment была выпущена новая версия сериала в 26 серий. Новый сериал был дублирован на английском языке под названием Humanoid Monster Bem и транслировался на территории Юго-Восточной Азии и Южной Азии.
По мотивам аниме была выпущена дорама, которая стала транслироваться по телеканалу Nippon Television с 22 октября 2011 года. 15 декабря 2012 года был выпущен полнометражный фильм. 8 февраля 2019 года была анонсирована новая экранизация.

## Сюжет
Действие разворачивается вокруг трёх ёкаев: Бэм, Бэлы и Бэло, которые были созданы в рамках генетических экспериментов и прибывают в прибрежный город, столкнувшись с гнусной городской атмосферой, вызванной плохим поведением многих людей и вред, нанесённый другими ёкаями и духами. Так троица решила остаться в городе и сражаться против других ёкаяев, в надежде, что в награду за свои благие поступки они станут людьми. Параллельно трио периодически подвергается дискриминации со стороны других людей, из-за своей нестандартной внешности. По мере развития сюжета, главные герои становятся всё более «человечными», однако в обмен они постепенно теряют свои сверх-способности ёкаев.

## Персонажи
- Бэм

Лидер троицы. Самый сильный и спокойный, ходит всегда в смокинге, брюках и шляпе. Его сущность демона выдают жёлтые глаза без зрачков и неестественно чёрная кожа. Носит при себе трость, которую во время борьбы с демонами и духами превращает в оружие. Верит, что люди и демоны по своей сущности похожи друг на друга и могли бы запросто сосуществовать.
- Бэла

Женщина со сложным характером из-за тяжёлого прошлого. Более скептично относится ко всему, но и преисполнена чувством справедливости, действует решительно и быстро. Внешне похожа на вампира: имеет бледную кожу, клыки и красный-сиреневый длинный плащ. Использует кнут, как оружие, который обычно закручен вокруг правой руки, как браслет.
- Бэло

Внешне похож на ребёнка. Имеет более человечный вид, но его выдают заострённые уши, зеленные волосы и руки с тремя пальцами (в первом аниме-сериале). Всегда любопытен и стремится узнать больше о мире и найти новых друзей, ему легче всех маскироваться среди людей, и поэтому он смотрит на Бэма и Бэлу порой свысока. Может притворяться невинным ребёнком, чем привлекает внимание со стороны людей.

## Роли озвучивали
- Кадзухико Иноуэ, Киёси Кобаяси (1968) — Бэм
- Каори Ямагата, Хироко Мори (1968) — Бэла
- Ай Хоранай, Мари Симидзу (1968) — Бэло
- Юна Инамура — Кира Хината
- Наоя Ивахаси — Сора Кайдо
- Минори Тихара — Мицуки Кисараги
- Масами Ивасаки — Гэмпаку Хината
- Миэ Сонодзаки — Урара Хината
- Мидзухо Судзуки, Тацуя Дзё (1968) — голос за кадром

## Музыка
Начальная тема
- «Yōkai Ningen Bemu» (яп. 妖怪人間ベム). (1968)
- «Justice of darkness ~theme of Yōkai Ningen Bemu» (яп. Justice of darkness ～妖怪人間ベムのテーマ Justice of darkness ~ ёкай нингэн бэму но тэма)

Исполняет: Хироси Китадани (Бэму = Кадзухико Иноуэ)
Завершающая тема:
- «Belo no Tomodachi» (яп. ベロは友だち). (1968)
- «Hachigatsu no Eien» (яп. 8月の永遠)

Исполняет: Минако Ёсида